# حشره‌خوار تالیا
 حشره‌خوار تالیا (نام علمی: Crocidura thalia) نام یک گونه از سرده حشره‌خوارهای دندان‌سفید است.